# Vodacom Cup 2004
Vodacom Cup 2004 – siódma edycja Vodacom Cup, trzeciego poziomu rozgrywek w rugby union w Południowej Afryce.
Zawody, podobnie jak w poprzednim sezonie, toczyły się w pierwszej fazie w dwóch hierarchicznie ułożonych siedmiozespołowych grupach, a następnie czołowe czwórki z każdej z grup awansowały do fazy play-off.
Trzeci tytuł z rzędu zdobyła drużyna Golden Lions, zaś najskuteczniejszym graczem zawodów został zawodnik triumfatorów, Quinton van Tonder.

## Vodacom Shield

### Faza grupowa
| 19 marca 200419:00 | Griffons | 41:33(21:7) | Griquas | North West Stadium, Welkom Sędzia: Linston Manuels |
| 19 marca 200419:00 |          | 41:33(21:7) |         | North West Stadium, Welkom Sędzia: Linston Manuels |

| 20 marca 200416:00 | SWD Eagles | 32:27(15:16) | Western Province | Outeniqua Park, George Sędzia: Jamiel Panday |
| 20 marca 200416:00 |            | 32:27(15:16) |                  | Outeniqua Park, George Sędzia: Jamiel Panday |

| 20 marca 200416:30 | Mighty Elephants | 41:30(22:15) | Pumas | Central Grounds, Uitenhage Sędzia: Marius Jonker |
| 20 marca 200416:30 |                  | 41:30(22:15) |       | Central Grounds, Uitenhage Sędzia: Marius Jonker |

| 26 marca 200419:00 | Griquas | 45:19(23:12) | Mighty Elephants | Absa Park, Kimberley Sędzia: Johan Greeff |
| 26 marca 200419:00 |         | 45:19(23:12) |                  | Absa Park, Kimberley Sędzia: Johan Greeff |

| 27 marca 200412:45 | Western Province | 35:25(15:11) | Boland Cavaliers | Newlands Stadium, Kapsztad Sędzia: James Sherriff |
| 27 marca 200412:45 |                  | 35:25(15:11) |                  | Newlands Stadium, Kapsztad Sędzia: James Sherriff |

| 27 marca 200416:00 | Pumas | 41:24(21:5) | SWD Eagles | Atlantic Stadium, Witbank Widzów: 1 500 Sędzia: Eugene Daniels |
| 27 marca 200416:00 |       | 41:24(21:5) |            | Atlantic Stadium, Witbank Widzów: 1 500 Sędzia: Eugene Daniels |

| 2 kwietnia 200419:00 | Boland Cavaliers | 15:14(3:7) | Pumas | Boland Stadium, Wellington Sędzia: Johan Greeff |
| 2 kwietnia 200419:00 |                  | 15:14(3:7) |       | Boland Stadium, Wellington Sędzia: Johan Greeff |

| 3 kwietnia 200416:00 | SWD Eagles | 16:9(3:3) | Griquas | Outeniqua Park, George Sędzia: Johann Meuwesen |
| 3 kwietnia 200416:00 |            | 16:9(3:3) |         | Outeniqua Park, George Sędzia: Johann Meuwesen |

| 3 kwietnia 200417:00 | Mighty Elephants | 42:15(17:8) | Griffons | EPRU Stadium, Port Elizabeth Sędzia: Gareth Lloyd-Jones |
| 3 kwietnia 200417:00 |                  | 42:15(17:8) |          | EPRU Stadium, Port Elizabeth Sędzia: Gareth Lloyd-Jones |

| 8 kwietnia 200419:00 | Griquas | 13:24(8:17) | Boland Cavaliers | Absa Park, Kimberley Sędzia: Roderick Barry |
| 8 kwietnia 200419:00 |         | 13:24(8:17) |                  | Absa Park, Kimberley Sędzia: Roderick Barry |

| 10 kwietnia 200415:30 | Griffons | 43:31(22:17) | SWD Eagles | Bethlehem |
| 10 kwietnia 200415:30 |          | 43:31(22:17) |            | Bethlehem |

| 10 kwietnia 200416:00 | Pumas | 24:20(14:13) | Western Province | Atlantic Stadium, Witbank Widzów: 1 000 Sędzia: Nolan Arends |
| 10 kwietnia 200416:00 |       | 24:20(14:13) |                  | Atlantic Stadium, Witbank Widzów: 1 000 Sędzia: Nolan Arends |

| 16 kwietnia 200419:00 | Western Province | 10:30(3:23) | Griquas | Bellville, Kapsztad Sędzia: Willie Roos |
| 16 kwietnia 200419:00 |                  | 10:30(3:23) |         | Bellville, Kapsztad Sędzia: Willie Roos |

| 17 kwietnia 200416:00 | SWD Eagles | 42:15(18:3) | Mighty Elephants | Rosemore Stadium, George Widzów: 2 500 Sędzia: Stuart Berry |
| 17 kwietnia 200416:00 |            | 42:15(18:3) |                  | Rosemore Stadium, George Widzów: 2 500 Sędzia: Stuart Berry |

| 17 kwietnia 200416:00 | Boland Cavaliers | 47:11(13:11) | Griffons | Caledon Sports Grounds, Caledon Widzów: 4 000 Sędzia: Christie du Preez |
| 17 kwietnia 200416:00 |                  | 47:11(13:11) |          | Caledon Sports Grounds, Caledon Widzów: 4 000 Sędzia: Christie du Preez |

| 23 kwietnia 200419:00 | Griquas | 22:20(15:15) | Pumas | Absa Park, Kimberley Sędzia: Linston Manuels |
| 23 kwietnia 200419:00 |         | 22:20(15:15) |       | Absa Park, Kimberley Sędzia: Linston Manuels |

| 24 kwietnia 200415:45 | Griffons | 32:33(13:26) | Western Province | North West Stadium, Welkom Sędzia: Craig Joubert |
| 24 kwietnia 200415:45 |          | 32:33(13:26) |                  | North West Stadium, Welkom Sędzia: Craig Joubert |

| 24 kwietnia 200416:30 | Mighty Elephants | 6:29(3:5) | Boland Cavaliers | EPRU Stadium, Port Elizabeth Widzów: 380 Sędzia: Michael Katzenellenbogen |
| 24 kwietnia 200416:30 |                  | 6:29(3:5) |                  | EPRU Stadium, Port Elizabeth Widzów: 380 Sędzia: Michael Katzenellenbogen |

| 30 kwietnia 200419:00 | Boland Cavaliers | 16:21(13:14) | SWD Eagles | Boland Stadium, Wellington Widzów: 900 Sędzia: Michael Katzenellenbogen |
| 30 kwietnia 200419:00 |                  | 16:21(13:14) |            | Boland Stadium, Wellington Widzów: 900 Sędzia: Michael Katzenellenbogen |

| 1 maja 200415:00 | Pumas | 54:11(29:6) | Griffons | Atlantic Stadium, Witbank Widzów: 120 Sędzia: Jerome Fortuin |
| 1 maja 200415:00 |       | 54:11(29:6) |          | Atlantic Stadium, Witbank Widzów: 120 Sędzia: Jerome Fortuin |

| 1 maja 200417:00 | Western Province | 44:42(17:25) | Mighty Elephants | Danie Craven Stadium, Stellenbosch Sędzia: Mark Lawrence |
| 1 maja 200417:00 |                  | 44:42(17:25) |                  | Danie Craven Stadium, Stellenbosch Sędzia: Mark Lawrence |

### Faza pucharowa
|  |                  |                  |            |              |    |                  |                  |       |
|  | Półfinał         | Półfinał         | Półfinał   |              |    | Finał            | Finał            | Finał |
|  | Półfinał         | Półfinał         | Półfinał   |              |    | Finał            | Finał            | Finał |
|  | 7 maja 2004      |                  |            |              |    |                  |                  |       |
|  |                  |                  |            |              |    |                  |                  |       |
|  | Boland Cavaliers | Boland Cavaliers | 26         |              |    |                  |                  |       |
|  | Boland Cavaliers | Boland Cavaliers | 26         | 14 maja 2004 |    |                  |                  |       |
|  | Western Province | Western Province | 5          |              |    |                  |                  |       |
|  | Western Province | Western Province | 5          |              |    | Boland Cavaliers | Boland Cavaliers | 19    |
|  | 8 maja 2004      |                  |            |              |    | Boland Cavaliers | Boland Cavaliers | 19    |
|  |                  |                  | SWD Eagles | SWD Eagles   | 12 |                  |                  |       |
|  | SWD Eagles       | SWD Eagles       | SWD Eagles | SWD Eagles   | 12 | 31               |                  |       |
|  | SWD Eagles       | SWD Eagles       |            |              |    |                  |                  |       |
|  | Pumas            | Pumas            | 21         |              |    |                  |                  |       |
|  | Pumas            | Pumas            | 21         |              |    |                  |                  |       |

| 7 maja 200419:00 | Boland Cavaliers | 26:5(16:0) | Western Province | Boland Stadium, Wellington Widzów: 1 150 Sędzia: Craig Joubert |
| 7 maja 200419:00 |                  | 26:5(16:0) |                  | Boland Stadium, Wellington Widzów: 1 150 Sędzia: Craig Joubert |

| 8 maja 200414:45 | SWD Eagles | 31:21(6:15) | Pumas | Outeniqua Park, George Sędzia: Eugene Daniels |
| 8 maja 200414:45 |            | 31:21(6:15) |       | Outeniqua Park, George Sędzia: Eugene Daniels |

| 14 maja 200416:30 | Boland Cavaliers | 19:12(11:5) | SWD Eagles | Boland Stadium, Wellington Widzów: 1 100 Sędzia: Andrew Turner |
| 14 maja 200416:30 |                  | 19:12(11:5) |            | Boland Stadium, Wellington Widzów: 1 100 Sędzia: Andrew Turner |

## Vodacom Cup

### Faza grupowa
| 19 marca 200417:00 | Blue Bulls | 51:18(24:11) | Natal Wildebeest | Loftus Versfeld Stadium, Pretoria Sędzia: Shaun Veldsman |
| 19 marca 200417:00 |            | 51:18(24:11) |                  | Loftus Versfeld Stadium, Pretoria Sędzia: Shaun Veldsman |

| 20 marca 200415:00 | Golden Lions | 67:26(33:12) | Leopards | RAU Stadium, Johannesburg Sędzia: Michael Katzenellenbogen |
| 20 marca 200415:00 |              | 67:26(33:12) |          | RAU Stadium, Johannesburg Sędzia: Michael Katzenellenbogen |

| 20 marca 200417:00 | Cheetahs | 91:24(41:17) | Falcons | Vodacom Park, Bloemfontein Sędzia: Willie Roos |
| 20 marca 200417:00 |          | 91:24(41:17) |         | Vodacom Park, Bloemfontein Sędzia: Willie Roos |

| 26 marca 200417:00 | Leopards | 36:47(10:28) | Blue Bulls | Olën Park, Potchefstroom Sędzia: Jerome Fortuin |
| 26 marca 200417:00 |          | 36:47(10:28) |            | Olën Park, Potchefstroom Sędzia: Jerome Fortuin |

| 27 marca 200415:00 | Falcons | 18:22(6:9) | Golden Lions | Pam Brink Stadium, Springs Sędzia: Nolan Arends |
| 27 marca 200415:00 |         | 18:22(6:9) |              | Pam Brink Stadium, Springs Sędzia: Nolan Arends |

| 27 marca 200417:15 | Natal Wildebeest | 42:0(23:0) | Border Bulldogs | ABSA Stadium, Durban Sędzia: Deon van Blommestein |
| 27 marca 200417:15 |                  | 42:0(23:0) |                 | ABSA Stadium, Durban Sędzia: Deon van Blommestein |

| 3 kwietnia 200415:00 | Blue Bulls | 34:19(17:5) | Falcons | HM Pitje Stadium, Mamelodi |
| 3 kwietnia 200415:00 |            | 34:19(17:5) |         | HM Pitje Stadium, Mamelodi |

| 3 kwietnia 200415:00 | Golden Lions | 38:23(14:20) | Cheetahs | Eldorado Park, Johannesburg Sędzia: Nolan Arends |
| 3 kwietnia 200415:00 |              | 38:23(14:20) |          | Eldorado Park, Johannesburg Sędzia: Nolan Arends |

| 3 kwietnia 200415:45 | Border Bulldogs | 32:19(13:7) | Leopards | Queen’s College, Queenstown Sędzia: Linston Manuels |
| 3 kwietnia 200415:45 |                 | 32:19(13:7) |          | Queen’s College, Queenstown Sędzia: Linston Manuels |

| 10 kwietnia 200413:00 | Cheetahs | 50:23(17:8) | Blue Bulls | Vodacom Park, Bloemfontein Sędzia: Deon van Blommestein |
| 10 kwietnia 200413:00 |          | 50:23(17:8) |            | Vodacom Park, Bloemfontein Sędzia: Deon van Blommestein |

| 10 kwietnia 200415:00 | Falcons | 50:48(33:15) | Border Bulldogs | Bosman Stadium, Brakpan Sędzia: Craig Strachan |
| 10 kwietnia 200415:00 |         | 50:48(33:15) |                 | Bosman Stadium, Brakpan Sędzia: Craig Strachan |

| 10 kwietnia 200416:00 | Leopards | 17:14(10:6) | Natal Wildebeest | Schweizer-Reneke Sędzia: Michael Cupido |
| 10 kwietnia 200416:00 |          | 17:14(10:6) |                  | Schweizer-Reneke Sędzia: Michael Cupido |

| 16 kwietnia 200416:55 | Natal Wildebeest | 23:40(13:13) | Falcons | ABSA Stadium, Durban Sędzia: Jamiel Panday |
| 16 kwietnia 200416:55 |                  | 23:40(13:13) |         | ABSA Stadium, Durban Sędzia: Jamiel Panday |

| 16 kwietnia 200419:10 | Border Bulldogs | 13:16(7:6) | Cheetahs | Absa Stadium, East London Widzów: 1 200 Sędzia: Johan Greeff |
| 16 kwietnia 200419:10 |                 | 13:16(7:6) |          | Absa Stadium, East London Widzów: 1 200 Sędzia: Johan Greeff |

| 17 kwietnia 200415:00 | Blue Bulls | 40:41(26:24) | Golden Lions | Loftus Versfeld Stadium, Pretoria Widzów: 3 338 Sędzia: Jerome Fortuin |
| 17 kwietnia 200415:00 |            | 40:41(26:24) |              | Loftus Versfeld Stadium, Pretoria Widzów: 3 338 Sędzia: Jerome Fortuin |

| 23 kwietnia 200415:00 | Cheetahs | 33:32(13:25) | Natal Wildebeest | Seisa Ramabodu Stadium, Bloemfontein Widzów: 6 000 |
| 23 kwietnia 200415:00 |          | 33:32(13:25) |                  | Seisa Ramabodu Stadium, Bloemfontein Widzów: 6 000 |

| 23 kwietnia 200419:10 | Falcons | 55:14(23:7) | Leopards | Bosman Stadium, Brakpan Sędzia: Jonathan Kaplan |
| 23 kwietnia 200419:10 |         | 55:14(23:7) |          | Bosman Stadium, Brakpan Sędzia: Jonathan Kaplan |

| 24 kwietnia 200414:45 | Golden Lions | 61:22(25:15) | Border Bulldogs | Ellis Park, Johannesburg Sędzia: Eugene Daniels |
| 24 kwietnia 200414:45 |              | 61:22(25:15) |                 | Ellis Park, Johannesburg Sędzia: Eugene Daniels |

| 30 kwietnia 200417:00 | Natal Wildebeest | 16:34(13:19) | Golden Lions | ABSA Stadium, Durban Sędzia: Andy Turner |
| 30 kwietnia 200417:00 |                  | 16:34(13:19) |              | ABSA Stadium, Durban Sędzia: Andy Turner |

| 30 kwietnia 200419:00 | Leopards | 32:36(19:18) | Cheetahs | Olën Park, Potchefstroom Widzów: 800 Sędzia: James Sherriff |
| 30 kwietnia 200419:00 |          | 32:36(19:18) |          | Olën Park, Potchefstroom Widzów: 800 Sędzia: James Sherriff |

| 1 maja 200416:00 | Border Bulldogs | 20:36(20:17) | Blue Bulls | Absa Stadium, East London Sędzia: Craig Joubert |
| 1 maja 200416:00 |                 | 20:36(20:17) |            | Absa Stadium, East London Sędzia: Craig Joubert |

### Faza pucharowa
|  |              |              |            |              |    |              |              |       |
|  | Półfinał     | Półfinał     | Półfinał   |              |    | Finał        | Finał        | Finał |
|  | Półfinał     | Półfinał     | Półfinał   |              |    | Finał        | Finał        | Finał |
|  | 7 maja 2004  |              |            |              |    |              |              |       |
|  |              |              |            |              |    |              |              |       |
|  | Golden Lions | Golden Lions | 47         |              |    |              |              |       |
|  | Golden Lions | Golden Lions | 47         | 15 maja 2004 |    |              |              |       |
|  | Falcons      | Falcons      | 17         |              |    |              |              |       |
|  | Falcons      | Falcons      | 17         |              |    | Golden Lions | Golden Lions | 35    |
|  | 7 maja 2004  |              |            |              |    | Golden Lions | Golden Lions | 35    |
|  |              |              | Blue Bulls | Blue Bulls   | 16 |              |              |       |
|  | Cheetahs     | Cheetahs     | Blue Bulls | Blue Bulls   | 16 | 20           |              |       |
|  | Cheetahs     | Cheetahs     |            |              |    |              |              |       |
|  | Blue Bulls   | Blue Bulls   | 23         |              |    |              |              |       |
|  | Blue Bulls   | Blue Bulls   | 23         |              |    |              |              |       |

| 7 maja 200419:00 | Golden Lions | 47:17(23:3) | Falcons | RAU Stadium, Johannesburg Sędzia: Andrew Turner |
| 7 maja 200419:00 |              | 47:17(23:3) |         | RAU Stadium, Johannesburg Sędzia: Andrew Turner |

| 7 maja 200418:00 | Cheetahs | 20:23(17:14) | Blue Bulls | Vodacom Park, Bloemfontein Widzów: 13 000 Sędzia: Jerome Fortuin |
| 7 maja 200418:00 |          | 20:23(17:14) |            | Vodacom Park, Bloemfontein Widzów: 13 000 Sędzia: Jerome Fortuin |

| 15 maja 200415:00 | Golden Lions | 35:16(9:6) | Blue Bulls | Ellis Park, Johannesburg Sędzia: Shaun Veldsman |
| 15 maja 200415:00 |              | 35:16(9:6) |            | Ellis Park, Johannesburg Sędzia: Shaun Veldsman |